# 香蕉戰爭
香蕉戰爭（英語：Banana Wars）是指1898-1934年間美国對中美洲和加勒比海地區的一系列占领、未宣战的军事行动与內政操控。這一時期開始于1898年的美西戰爭和隨後的巴黎條約，使美國控制住古巴和波多黎各。軍事干預主要由美国海军陆战队执行，他們還根據他們的經驗編寫了一本手冊《小型战争的战略战术》（1921年）。海军有时會提供火力支援，陆军也偶尔参与。
隨著1898年巴黎條約的簽訂，古巴、波多黎各、關島和菲律賓的控制權紛紛落入了美國手中。此後，美國開始對古巴、巴拿馬、洪都拉斯、尼加拉瓜、墨西哥、海地和多米尼加等國進行軍事干預。這些衝突隨著1934年美軍撤出海地和美國總統小羅斯福轉推睦鄰政策後結束。
這些衝突的原因各有不同，但主要是經濟性質。美國為了維持自身在該地區的商業利益對多國進行軍事干預，聯合果品公司是當中最明顯的例子，該公司在整個加勒比地區，中美洲和南美洲北部都有業務，生產香蕉、煙草、甘蔗以及其他多種產品。為了保障公司在這些地區的最大利益，常與美國干預當地政權。美國也借此推進其政治利益，保持自身勢力範圍更控制了巴拿馬運河，確保自身在全球貿易和軍事上的優勢。

## 詞源
美國在衝突的動機主要是為了經濟及軍事上的利益。 「香蕉戰爭」一詞是在1983才創造出來及廣泛傳播的，作家萊斯特·D·蘭利 (Lester D. Langley)寫了數本關於拉丁美洲歷史和美國干預的書籍，當中他以「香蕉戰爭」及「香蕉共和國」形容美國的干預及被干預的國家。這是因為美國干涉的動機是為了保護在該地區的商業利益，而香蕉及煙草等產物是這些國家的主要出口經濟，美國的公司如聯合果品公司因此幾乎控制了整個國家的經濟命脈。

## 被干預的國家

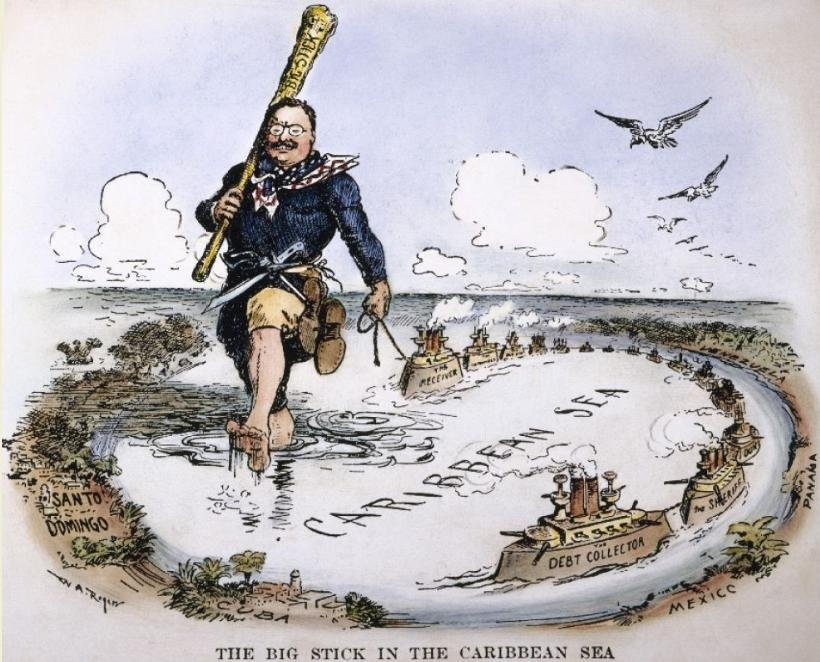
一幅漫畫：西奧多·羅斯福的巨棒外交。

- 巴拿马：美国对巴拿马的干预可以追溯到1846年签署的马利亚诺-比德莱克条约（与新格林纳达共和国签署），并在1856年西瓜战争之后加强了干预力度[4]。1903年，巴拿马在美国政府的支持下从哥伦比亚共和国分离，12月，巴拿马运河开始兴建，成立了巴拿马运河区，美国确立了对巴拿马运河区的主权[5]。

- 尼加拉瓜：美国一度佔領了尼加拉瓜（1912年至1933年）。美国在尼加拉瓜驻军，以防止其领导人与美国在该国的利益发生冲突。[6]

- 古巴：1899年12月，美国总统威廉·麦金利授权伦纳德·伍德（Leonard Wood）进行军事占领古巴。在美国控制下，普拉特修正案被纳入古巴新宪法中，使美国可以随时干预未经其批准的政权，并限制古巴建立外交关系的能力，导致古巴实际上成为美国的附庸国[7][8]。1906年，国务卿威廉·霍华德·塔夫脱援引普拉特修正案，入侵并再次占领了古巴，1909年撤出。

- 海地：美國佔領海地（1915年至1934年），由于海地政府负债和美国糖业公司在海地的商业利益受到威胁，美国采取了“炮舰外交”的手段，派遣海军恐吓海地。最终在1917年，在美国主导下，海地成立了一个新政府，也对海地宪法进行了修改，终止了先前禁止非海地人拥有土地的法令，以符合美国公司的利益。[9][10]

- 多米尼加：多次受到美国军事干预和占领。1904年爆发圣多明各危机，美国军舰炮击多米尼加。1914年美国海军入侵圣多明各[11]。1916年美国出动海军及海军陆战队入侵及占领多米尼加第二共和国，以确保美国公司拥有的甘蔗种植园及水果园的安全及其商业利益[12]。美国的占领加剧了多米尼加内部的不平等[3]，而美国支持的独裁者拉斐尔·特鲁希也借机上任，在美军离开后展开了长达三十年的血腥统治[13][14]。

- 洪都拉斯：被称为“香蕉共和国”，美国的联合果品公司和标准果品公司控制了洪都拉斯全国的主要香蕉出口业和相关土地和铁路。美国军队在1903年、1907年、1911年、1912年、1919年、1924年及1925年都有军事干涉洪都拉斯。[15]

- 墨西哥：包括坦皮科事件，1914年占领韦拉克鲁斯、1916年和1917年卡里萨尔的边境入侵和战争。墨西哥是一个内部动荡的时期，与美国的关系紧张，墨西哥与美国还差一点发生战争。

其他拉丁美洲国家也受到美国主导的经济政策或商业利益的影响和威胁。西奥多·罗斯福在1904年宣布，如各国未能支付其国际债务，以门罗主义引伸、主张美国可以进行干预的权利，以稳定加勒比和中美洲国家的经济事务。从1909年到1913年，总统威廉·霍华德·塔夫脱和他的国务卿菲兰德·C·诺克斯则声称推行较为“和平与以经济为手段”的外交政策。

## 美國軍事

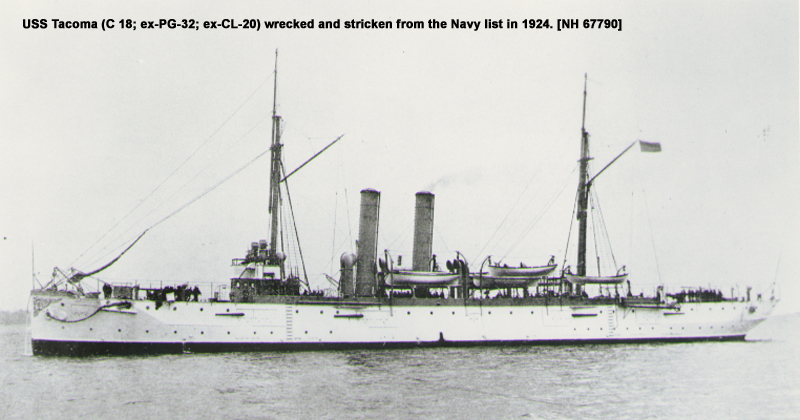
1924年載著士兵的美國船隻塔科馬號

最常進行軍事干預的單位就是美國陸戰隊。海軍陸戰隊他們開發了一個小規模戰爭手冊。1921年，戰略和戰術的小規模戰爭。有時美國海軍和陸軍炮火部隊也會進行軍事干預。 
有關香蕉戰爭著名的美國退伍軍人：
美國陸軍：
- 羅伯特·艾克爾伯格
- 詹姆斯·加文
- 沃爾特·克魯格（英语：Walter Krueger）
- 道格拉斯·麥克阿瑟
- 喬治·巴頓
- 馬修·李奇威

美國海軍陸戰隊：
- 埃文斯·福代斯·卡尔逊
- James Devereux
- 梅里特·埃德森（英语：Merritt A. Edson）
- Logan Feland
- 羅伊·蓋格
- Herman H. Hanneken
- 約翰·勒瓊（英语：John A. Lejeune）
- 劉易斯·伯韋爾·普勒
- John H. Quick (MOH)
- 威廉·魯帕圖斯（英语：William H. Rupertus）
- 亞歷山大·范德格里夫特
- Roswell Winans (MOH)
- Daniel Daly (MOH)

美國海軍：
- Harry C. Beasley (MOH)
- 弗萊德·弗萊徹 Frank Friday Fletcher (MOH)
- George M. Lowry (MOH)
- William Zuiderveld (MOH)

## 延伸阅读
- Lester D. Langley, The Banana Wars, ISBN 0256070202